# いきなり!フライデーナイト
『JOCX-TV PRESENTS いきなり!フライデーナイト』（ジェイオーシーエックス・ティーヴィー・プレゼンツ いきなり!フライデーナイト）は、1986年4月4日から1989年9月29日までフジテレビで放送された深夜の生放送型バラエティ番組。通称『フライデーナイト』。

## 放送局
この番組は基本的にフジテレビのみのローカル番組（1987年10月以降はJOCX-TV2レーベル内番組）として放送されていたが、放送初期においては北海道文化放送やテレビ新広島でも同時ネットで放送されていた。その後、東海テレビでも同局が独自に編成していた深夜番組放送枠『スーパーフライデー24』枠内で放送されたが、同局での放送は1989年4月からとかなり遅い時期からであり、しかも週によって放送されたりされなかったりとかなり適当な放送状況だった。

## 放送時間の変遷
| 期間      | 期間      | 放送曜日 | 放送時間（JST）       |
| --------- | --------- | -------- | --------------------- |
| 1986.4.4  | 1986.9.19 | 金曜日   | 24:25 - 25:48（83分） |
| 1986.10.3 | 1987.10.2 | 金曜日   | 24:55 - 25:53（58分） |
| 1987.10.8 | 1988.3.31 | 木曜日   | 25:05 - 25:58（53分） |
| 1988.4.8  | 1989.9.29 | 金曜日   | 25:10 - 26:08（58分） |

補足
- 1987年10月から1988年3月までは編成上の都合から木曜深夜にて放送されていたが日付上は金曜未明であるため、タイトルは変わらずに『いきなり!フライデーナイト』のまま続けられた。

## 主な出演者

### 司会
- 山田邦子
- 渡辺徹

### レギュラー
- 森末慎二 - 1986年10月3日放送分より出演[1]。
- いきなり!フライデーズ - 1986年10月3日放送分より出演。
  - （初代） 月光仮面・仮面ライダー新1号・スパイダーマン
  - （2代目） 月光仮面・マグマ大使・快傑ライオン丸
- 本間淳子（当時・フジテレビアナウンサー）
- 小森和子 - ナレーションを担当。1986年5月16日放送分を以て番組から降板。
- 泉谷しげる - ナレーションを担当。後にコーナー司会に昇格した。
- 有賀さつき（当時・フジテレビアナウンサー） - ナレーションを担当。最終回まで。

## 主なコーナー
（1986年4月 - 1986年9月）
- シネマチェック - 音声多重放送コーナー。主音声:小森、副音声:泉谷。ただし、1986年5月30日放送分からは泉谷一人がナレーションを担当し、ステレオ放送に変更。
- 夜食ちゃんだよー
- テレビエアチェック

関東圏では殆ど再放送されない特撮ヒーロー物などの児童向けドラマや、テレビアニメ一話分を二週に分けて放送していた。主音声で本編の音声を副音声で番組の出演者の声を放送し、特撮では「マグマ大使」、「鉄人28号（実写版）」、「鉄腕アトム（実写版）」、「快獣ブースカ」、「仮面の忍者赤影」など、アニメでは「鉄人28号（第1作）」、「エイトマン」、「おそ松くん（第1作）」（Aパートのみ放送）などを放送していたが、途中から海外ドラマ「ちびっこ大将」のみを放送するようになった。
映像が入る前には、その話が放送された年月日の「産経新聞」のラジオ・テレビ欄を映し、放送作品の欄にズームアップしてから開始する。BGMは海外アニメ「ゴリラのゴンちゃん（原題：The Magilla Gorilla Show）」のオリジナル版主題歌が使われた。
- OLチェック

（1986年10月 - 1987年3月）
- いきなりシネマバンク - 放送日以降に公開予定の映画（洋邦問わず）を紹介するVTRを用意。ゲストに作品を選ばせ、1ないし2作品を紹介する。
- 泉谷しげるのウィークリーシネマチェック - 泉谷司会のコーナーで、以前の『シネマチェック』のコーナーをリニューアルしたもの。
- 夜食ちゃんだよー
- テレビエアチェック - 音声多重放送コーナー。主音声:すべての音声、副音声:紹介されている番組の音声のみ。
- 女カタログ 男カタログ

（1987年4月 - 1987年9月）
- いきなりシネマバンク
- 泉谷しげるのウィークリーシネマチェック
- テレビエアチェック - 音声多重放送コーナー。主音声:すべての音声、副音声:紹介されている番組の音声のみ。

（1987年10月 - 1988年9月）
- 邦ちゃん・徹のロンリーラブレター - 視聴者から「自分からは直接出せないラブレター」を募り、山田邦子が代読する。
- いきなりシネマバンク
- いきなり大賞 - 街中の看板やチラシ、雑誌記事などで「いきなり」という文言を含まれているものを視聴者に見つけてもらい、紹介する。
- テレビエアチェック - 音声多重放送コーナー。主音声:すべての音声、副音声:紹介されている番組の音声のみ。「二音声放送」は1987年11月あたりで終了。
- けんすい10チケットプレゼント - ゲストに懸垂をしてもらい、実際に何回できたかを事前に視聴者から葉書で予想。予想を当てた視聴者1人にチケットを10枚プレゼント。

（1988年10月 - 1989年9月）
- オープニング司会者ダービー - レギュラー3名と当日のゲストでじゃんけんをして、勝った者2名がオープニングの司会を担当する。また視聴者からは事前に誰が勝つかを葉書で予想してもらい、予想を当てた視聴者にプレゼント。
- いきなりシネマバンク
- デンワdeデート - 独身男女が共に葉書で応募、それぞれを電話で繋ぎ声だけのお見合いをした後、実際に2人が別の場所で本格的なお見合いを行う。その結果、お互いに相手を良いと思えば翌週、スタジオ生出演となるが、男女双方ともスタジオに来ればカップル成立、片方もしくは双方来なければ不成立となる。
- いきなり怖い話
- 早口ことば10チケットプレゼント - けんすい10チケットと同じルールだが、こちらはゲストが早口言葉を間違えずに言えるかどうかという違いがある。
- くるりん文シアター - 所謂「回文」を視聴者から募集し、劇団健康らがコント仕立てで紹介する。
- しりすえもんじ - 姓名の頭文字を入れ替えて遊ぶ投稿コーナー（例：まつだいら けん→けつだいら まん）。傑作集が発行された[2]。コーナー名の由来は森末慎二（もりすえ しんじ）。

## 雑記
- 番組が放送されていたのは、旧河田町社屋の第10スタジオ。当時、同系列局で放送されていたワイドショー『おはよう!ナイスデイ』『タイム3』と同じスタジオを使用していた。
- 1986年11月21日には、伊豆大島・三原山噴火により在京局はそれぞれ夕方から臨時編成を組んで放送していたが、フジテレビにおいてはこの番組の放送は中止されずに一応は放送された。しかし、番組の放送中にも三原山の噴火は収まらず、臨時ニュースを随時挿入しながらの変則的な放送となった。
- テレビ番組への出演自体が少なかったBOØWYが数回ゲストとして登場した数少ないバラエティ番組である。山田邦子がBOØWYのファンであり、「楽曲をよく理解してくれていたから出演した」（氷室京介・談）とのこと。オープニングテーマに彼らの曲『Justy』『LONGER THAN FOREVER』が使われていた。
- プロレスラー藤波辰巳がゲストで出演した際、当時「戦う渡辺徹」と呼ばれていた若手時代の橋本真也が付いて来ていた。この番組で渡辺と橋本の2ショット写真が撮られ、それがプロレス雑誌に掲載された。
- 後に、同系列局の『火曜ワイドスペシャル』枠内で『邦ちゃんのやまだかつてないテレビ』がフライデーナイトの兄弟特番として数回放送された。この番組は当初は同枠内で単発番組として放送されていたが、フライデーナイト放送終了後の1989年10月18日からレギュラー番組化された。
- また、『邦ちゃんのやまだかつてないテレビ』レギュラー出演者の所ジョージやMALTAらが何度かこの番組にゲスト出演したことがある。

## 番組レギュラーの特番と主なエピソード
年またぎ特番『邦ちゃん徹のいきなりお正月でェい! フライデーナイト生放送』
1988年1月1日放送。『ゆく年くる年』放送終了後の午前1時から午前6時（編成上厳密には5:43）まで、第6スタジオ、第3スタジオ、第4スタジオの3つのスタジオを使っての生放送。
第3スタジオをメインとして、第4スタジオには「いきなり神社」を作り、事前申込みで選ばれた視聴者を招き、おみくじやスポンサーの商品を提供するなどのイベントを同時進行で行った。
放送当時のレギュラー放送はネット局なしだったが、この回に限り山形テレビ（当時フジテレビ系列局）が単発扱いでネットした。
『いきなりフライデーナイト 新春スペシャル』
1989年1月7日放送。放送時間は午前1時から3時までの2時間。第6スタジオからの生放送。「今年来そうな劇団」ということで自転車キンクリートが紹介され、人気占い師を集めて1989年を占うという企画も実施された。なお、この番組の放送が終了したその1時間後に昭和天皇の体調に変化があり、フジテレビを含む在京各局は緊急報道の体制に変わり（この時点で報道特別番組を開始）、その後の午前6時33分頃に崩御した。天皇の崩御により同年は昭和最後の年となり、わずか7日間で幕を閉じた。そのため、これが昭和64年における番組の最初で最後の放送となり、さらには「昭和最後のバラエティ」となった。

## スタッフ
- 構成：鶴間政行、白井隆、朝長浩之
- ブレーン：大田一水、鈴木清一、内堀尚、加藤芳一
- 美術制作：永本允
- デザイン：高橋幸夫、水上啓光
- 美術進行：山根安雄、船場文雄
- 大道具：緑川洋一、松尾茂毅、滝上豊
- メイク：田川達郎、山崎富美枝
- アクリル装飾：山中敏也
- タイトル：山形憲一 → 岩崎光明
- 技術：共同テレビ
  - SW：堀田満之、佐々木信一
  - カメラ：石黒義満、小川経一
  - 音声：仙田俊一
  - VE：品田正人
- 照明：阿部一夫、今戸利彦
- 音響効果：佐藤昭・西野有彦（4-Legs）
- ロケ技術：ビジョンユニバース
- 編集：山田雅紀・堀口和彦・二口清隆（ビジョンユニバース）
- 取材：川口誠（初期）、河井真也
- 協力：ぴあ、Mプロジェクト、興行通信社、ピープロダクション、手塚プロダクション
- プロデューサー：青柳弘邦
- ディレクター：森正行（前期）、代々木明徳・清水淳司（末期）
- ディレクター → 演出（末期）：小畑芳和
- 制作著作：フジテレビ